# Милаццо
Мила́ццо (итал. Milazzo) — город в Италии, на северо-восточном берегу острова Сицилия, в провинции Мессина.
Население составляет 31860 человек (2014 г.), плотность населения 
составляет 1289,88 чел./км². Занимает площадь 24,7 км². Почтовый индекс — 
98057. Телефонный код — 090.
Покровителем города считается Святой Стефан. Праздник города — 26 декабря.

## География
Расположен в 50 км к западу от города Мессина, на полуострове Капо-ди-Милаццо (итал. Capo di Milazzo), на западной стороне залива Милаццо (итал. Golfo di Milazzo).

## История
Территория вокруг Милаццо была заселена с эпохи неолита. В исторических документах Милаццо фигурирует с IX—VIII веков до н. э. Во времена Античности город назывался Милы (лат. Mylae, греч. Mýlai). Согласно легенде у города потерпел крушение Одиссей и встретился с циклопами. По свидетельству античных историков город был основан в 716 году до н. э. В 426 году до н. э. был захвачен Афинами, а в 315 году до н. э. — тираном Сиракуз Агафоклом. В 260 году до н. э., во время Первой Пунической войны, около города произошло морское сражение римского флота под командованием консула Гая Дуилия с карфагенским флотом (см. Битва при Милах). В 36 году до н. э. при Милах состоялось сражение между флотами Октавиана и Секста Помпея.
В средние века городом владели германские племена, Византия, арабы, норманны, испанцы, французы. 20 июля 1860 года, в ходе Рисорджименто, в битве при Милаццо Джузеппе Гарибальди разбил войска Королевства обеих Сицилий. Когда власть Бурбонов на Сицилии была свергнута, остров, а с ним и Милаццо, был присоединён к Сардинскому королевству.

## Экономика
Милаццо — портовый город, связан паромной переправой с Липарскими островами (островом Липари) и Неаполем. Туризм, сельское хозяйство, пищевая промышленность (производство фруктов, оливкового масла, вина), химическая и нефтеперерабатывающая промышленность.

## Достопримечательности
- Норманнская крепость (XIII век)
- Храм Сан-Франческо-ди-Паола (Santuario di San Francesco di Paola)